# Marcel Opriș
Marcel Opriș (n. 19 august 1958, satul Chieșd, județul Sălaj) este un general român de telecomunicații, care a îndeplinit funcția de director al Serviciului de Telecomunicații Speciale (7 decembrie 2005 - 1 august 2017).

## Biografie
Marcel Opriș s-a născut la data de 19 august 1958 în satul Chieșd (județul Sălaj). 
A absolvit Facultatea de Electronică și Informatică din cadrul Academiei Tehnice Militare din București în anul 1982, obținând diploma de inginer. A urmat apoi un curs postacademic de perfecționare pentru ingineri transmisiuni (1993), un curs postuniversitar de conducere pentru ofițeri ingineri (2000) și Colegiul Național de Apărare (promoția 2006).
După absolvirea facultății, a lucrat ca ofițer inginer în Ministerul Apărării Naționale, unde a îndeplinit funcțiile de șef autostație radiodifuziune la U.M. 02487 București (1982-1989), șef atelier și inginer șef la U.M. 02381 București (1989-1991) și apoi ofițer tehnic la U.M. 02415 București (1991-1997). 
În anul 1997, este încadrat ca ofițer în Serviciul de Telecomunicații Speciale (STS) mai întâi ca ofițer tehnic la Direcția Comunicații Telefonice (1997-1999) și apoi ca șef birou la Sectorul Independent Prognoză, Dezvoltare și Reglementări în Telecomunicații (1999-2001) și șef al Direcției Tehnologia Informației (2001-2005). 
Colonelul Marcel Opriș a fost înaintat la gradul de general de brigadă (cu o stea) la data de 1 decembrie 2004 .
Prin Hotărârea CSAT nr. 164 din 7 decembrie 2005, generalul de brigadă ing. Marcel Opriș a fost numit în funcția de director al Serviciului de Telecomunicații Speciale (STS), cu rang de secretar de stat. A fost înaintat apoi la gradul de general-maior (cu 2 stele) la 23 decembrie 2006 .
După cum declara într-un interviu, "STS nu ascultă telefoanele guvernamentale, pentru că legea îi interzice. De altfel, Serviciul nu deține mijloace de ascultare. STS administrează, dezvoltă și protejează serviciile de telecomunicații speciale în folosul beneficiarilor legali, oferind numai comunicații închise, nu publice. Noi protejăm convorbirile, nu le interceptăm. Le protejăm împotriva celor care vor să le asculte. Cât privește mandatele de interceptare emise de autorități, acestea fac referire doar la interceptările convorbirilor din rețelele publice.  El a mai precizat necesitatea ca STS să rămână independent față de puterea politică, pentru că în România – stat NATO – STS trebuie să asigure suport continuu, securizat, nu numai în rețelele de voce, ci și în cele de suport de comunicare, pentru administrația statului. 
Prin decret prezidențial din 1 decembrie 2008, Marcel Opriș a fost înaintat în gradul de general–locotenent (cu 3 stele) . 
Prin decret prezidențial din 1 decembrie 2011, Marcel Opriș a fost înaintat în gradul de general – cu patru stele . 
Generalul Opriș este căsătorit și are doi copii.